# Tsugiharu Ogiwara
Tsugiharu Ogiwara (* 20. Dezember 1969 in Kusatsu, Präfektur Gunma) ist ein ehemaliger japanischer Nordischer Kombinierer. Er nahm 1998 an den Olympischen Winterspielen in Nagano teil und wurde 1995 mit dem japanischen Team einmal Weltmeister. Zu seiner aktiven Zeit startete er für die Kitano Construction Corporation.

## Karriere
Am 12. Dezember 1993 gewann er beim B-Weltcup in Kuopio gewann er vor Glenn Skram aus Norwegen und dem Finnen Sami Kallunki. Am 19. März 1994 debütierte Tsugiharu Ogiwara im Weltcup der Nordischen Kombination beim Weltcup im kanadischen Thunder Bay. Er beendete den Wettbewerb auf den 12. Platz und sammelte dadurch insgesamt 42 Weltcup-Punkte. Am Ende der Saison 1993/94 lag er im Gesamt-Weltcup mit insgesamt 80 Punkten den 45. Platz.
Die Saison 1994/95 war die erfolgreichste Saison von Tsugiharu Ogiwara im Weltcup. Am 14. Januar 1995 belegte er beim Weltcup in Liberec hinter seinen Zwillingsbruder Kenji Ogiwara und vor dem Norweger Bjarte Engen Vik den zweiten Platz. Am 9. Februar 1995 belegte er beim Weltcup in Oslo erneut den zweiten Platz. Bei den Nordischen Skiweltmeisterschaften 1995 im kanadischen Thunder Bay gehörte er zum japanischen Team. Er bildete gemeinsam mit Kenji Ogiwara, Masashi Abe und Takanori Kōno er die japanische Staffel und das Quartett gewann vor der Staffel aus Norwegen und der Schweiz die Goldmedaille. Am Ende der Saison belegte er im Gesamtweltcup hinter Kenji Ogiwara, Bjarte Engen Vik und Knut Tore Apeland.
Am 11. Januar 1998 gewann er beim B-Weltcup im deutschen Reit im Winkl vor dem Norweger Sverre Rotevatn und dem Italiener Andrea Cecon. Er qualifizierte sich für die Olympischen Winterspiele 1998 im heimischen Nagano und er wurde vom Nippon Olympic Iinkai für die Winterspiele nominiert. Nachdem er im Einzelwettbewerb den sechsten Platz belegt hatte, bildete er gemeinsam mit Satoshi Mori, Gen Tomii und Kenji Ogiwara die japanische Staffel und sie belegte im Wettbewerb den fünften Platz.

## Familie
Tsugiharu Ogiwara ist der Zwillingsbruder von Kenji Ogiwara. Kenji hat ebenfalls die Sportart Nordische Kombination betrieben und ist doppelter Olympiasieger und vierfacher Weltmeister. 